# National Crime Authority
La National Crime Authority (o NCA; in italiano Autorità per il crimine nazionale) fu un'agenzia governativa australiana creata nel 1984, e sostituita poi nel 2003 dalla Australian Crime Commission.
L'agenzia fu costituita a seguito della Commissione Costigan, che indagò sull'evasione fiscale e il crimine organizzato; scopo dell'agenzia era di superare le barriere giurisdizionali causate dal sistema federale australiano. Il ruolo della NCA era essenzialmente di raccogliere le informazioni su uno specifico argomento e poi condividerle con la polizia federale, l'ufficio delle imposte o l'agenzia delle dogane e la polizia dello stato coinvolto, per ottenere dei risultati su obiettivi mirati.
La NCA è stata criticata sia per l'uso improprio dei propri poteri sia per una percepita mancanza di efficacia; alcuni hanno sostenuto che questa percezione era dovuta al fatto che molte delle operazioni erano sotto copertura o comunque segrete.
In passato fu criticata sia per i poteri ottenuti che per una percepita mancanza di efficacia, spesso a causa di operazioni sotto copertura estremamente riservate.
La NCA è stata chiusa nel 2002; questo è stato attribuito alle critiche che il suo presidente, Gary Crooke ha rivolto al primo ministro John Howard su molte questioni, in particolare sulla questione delle safe injecting rooms (strutture dove i tossicodipendenti possono consumare droghe sotto controllo medico).